# Bobby Ryan
Bobby Ryan, rođen kao Bobby Stevenson (Cherry Hill, New Jersey, 17. ožujka 1987.) američki je profesionalni hokejaš na ledu. Desnoruki je napadač i igra na poziciji desnog krila. Trenutačno nastupa u National Hockey League (NHL) za momčad Anaheim Ducks.

## National Hockey League

### Anaheim Ducks
Ryan je svoju juniorsku karijeru proveo u Ontario Hockey League (OHL) momčadi Owen Sound Attack, koji su ga birali kao 7. izbor OHL-ovog drafta 2003. godine. U prve dvije od ukupno tri sezone provedene u OHL-u Ryan je osvojio 138 bodova, od čega u drugoj čak 89 bodova. Anaheim Ducksi birali su ga kao drugi izbor drafta 2005. godine, poslije Sidneya Crosbyja iz Pittsburgh Penguinsa. Juniorsku karijeru završio je krajem regularne sezone 2006./07. kada je njegova momčad ispala iz play-offa, a onda je ostatak proveo u Anaheimovoj AHL podružnici Portland Pirates. Ryan je u svom prvom nastupu u NHL-u, 30. rujna 2007., protiv Los Angeles Kingsa postigao jedini gol za Duckse, što mu je ujedno prvijenac u ligi. Četiri utakmice nakon debija, Ducksi su poslali Ryana u Portland Pirates. Nakon ozljede noge Coreya Perryja, početkom ožujka 2008. Ryan je natrag vraćen u momčad Anaheima gdje je proveo ostatak sezone.
Sljedeće sezone (2008./08.) ponovo je izborio mjesto u postavi Anaheima, ali je zbog ograničenja salary capa u momčadi prebačen u novu AHL podružnicu kluba, Iowa Chops. Ryan je u porazu kod Los Angeles Kingsa, 8. siječnja 2009. postigao svoj prvi hat-trick u karijeri. U ožujku 2009. srušio je rekord franšize Dustina Pennear po broju osvojenih bodova za rookieje (46), upisavši dvije asistencije u pobjedi nad Phoenix Coyotesom. Ukupno je u sezoni odigrao 64 utakmice, postigao 31 pogodak i 26 asistencija za 57 bodova. Završio je drugi u borbi za Calder Trophy, iza vratara Stevea Masona iz Columbus Blue Jacketsa.

## Američka reprezentacija
Ryan je našao u popisu igrača reprezentacija SAD-a za ZOI u Vancouveru 2010. Čast otvaranja hokejskoj turnira imali su upravo SAD i Švicarska, a slavili su Amerikanci s 3:1. Prvi gol na turniru postigao je Ryan, lijepim udarcem u kut svladavši svojeg suigrača iz Anaheima, Jonasa Hillera. S reprezentacijom je na kraju osvojio srebrnu medalju, nakon što su Sjedinjene Države poražene u finalnom dvoboju s 3:2 od Kanade. 

## Statistika karijere

### Klupska statistika
| 2003./04.       | Owen Sound Attack | OHL             | 65  | 22  | 17  | 39  | 52  | 7  | 1 | 2  | 3  | 2  |
| 2004./05.       | Owen Sound Attack | OHL             | 62  | 37  | 52  | 89  | 51  | 8  | 2 | 7  | 9  | 8  |
| 2005./06.       | Owen Sound Attack | OHL             | 59  | 31  | 64  | 95  | 44  | 11 | 5 | 7  | 12 | 14 |
| 2006./07.       | Owen Sound Attack | OHL             | 63  | 43  | 59  | 102 | 66  | 4  | 1 | 1  | 2  | 2  |
| 2006./07.       | Portland Pirates  | AHL             | 8   | 3   | 6   | 9   | 6   | —  | — | —  | —  | —  |
| 2007./08.       | Anaheim Ducks     | NHL             | 23  | 5   | 5   | 10  | 6   | 2  | 0 | 0  | 0  | 2  |
| 2007./08.       | Portland Pirates  | AHL             | 48  | 21  | 28  | 49  | 38  | 16 | 8 | 12 | 20 | 18 |
| 2008./09.       | Iowa Chops        | AHL             | 14  | 9   | 10  | 19  | 19  | —  | — | —  | —  | —  |
| 2008./09.       | Anaheim Ducks     | NHL             | 64  | 31  | 26  | 57  | 33  | 13 | 5 | 2  | 7  | 0  |
| Sveukupno - NHL | Sveukupno - NHL   | Sveukupno - NHL | 87  | 36  | 31  | 67  | 39  | 15 | 5 | 2  | 7  | 2  |
| Sveukupno - OHL | Sveukupno - OHL   | Sveukupno - OHL | 248 | 133 | 192 | 325 | 206 | 30 | 9 | 16 | 25 | 28 |

## Vanjske poveznice
- Profil na NHL.com
- Profil na The Internet Hockey Database